# Iver Lawson
Iver Lawson (1 de julio de 1879-2 de julio de 1937) fue un deportista estadounidense que compitió en ciclismo en la modalidad de pista. Ganó una medalla de oro en el Campeonato Mundial de Ciclismo en Pista de 1904, en la prueba de velocidad individual.

## Medallero internacional
| Campeonato Mundial | Campeonato Mundial    | Campeonato Mundial | Campeonato Mundial       |
| Año                | Lugar                 | Medalla            | Competición              |
| ------------------ | --------------------- | ------------------ | ------------------------ |
| 1904               | Londres (Reino Unido) | Medalla de oro     | Velocidad individual (P) |